# Eufemismus
Eufemismus (řidčeji také eufemie, z řec. „eu“ – dobře a „fémi“ – mluvím) neboli meliorativum je vyjádření, které zmírňuje, zlehčuje, zjemňuje či přikrašluje skutečnost či zdůrazňuje její pozitivní stránku, případně nahrazuje vulgarizmus. Opakem eufemismu je pejorativum neboli dysfemismus.
„Souvisí na jedné straně se starými tabu (vírou v nedotknutelnost některých předmětů nebo slov), na straně druhé je projevem ohleduplnosti mluvčího, jeho zřetele k citům posluchačů i k společenské konvenci. ... Eufemismů používá i literatura, někdy k zjemnění výrazu, jindy naopak k ironii.“

## Užití
Eufemismy se užívají v mnoha jazycích; časem se z některých mohou stát ustálená slovní spojení, frazémy. Eufemismy se i v každodenním společenském styku užívají ke zmírnění bolestných skutečností, faktických neštěstí, při zakrývání chyb, osobních nedostatků, společenských nešvarů, morálně pochybného jednání apod.
Podobné prostředky náhrady tabuismů či vulgarizmů, jako je české houby místo hovno, jsou běžné v různých jazycích, např. v angličtině gosh místo rouhavého God, feck, fook, frick a firk místo fuck, ve francouzštině nom d'un chien místo rouhavého nom de Dieu, v italštině rýmující se cavolo (zelí) místo diavolo (ďábel), cacchio místo cazzo (pyj) a podobně.

## Příklady eufemismů

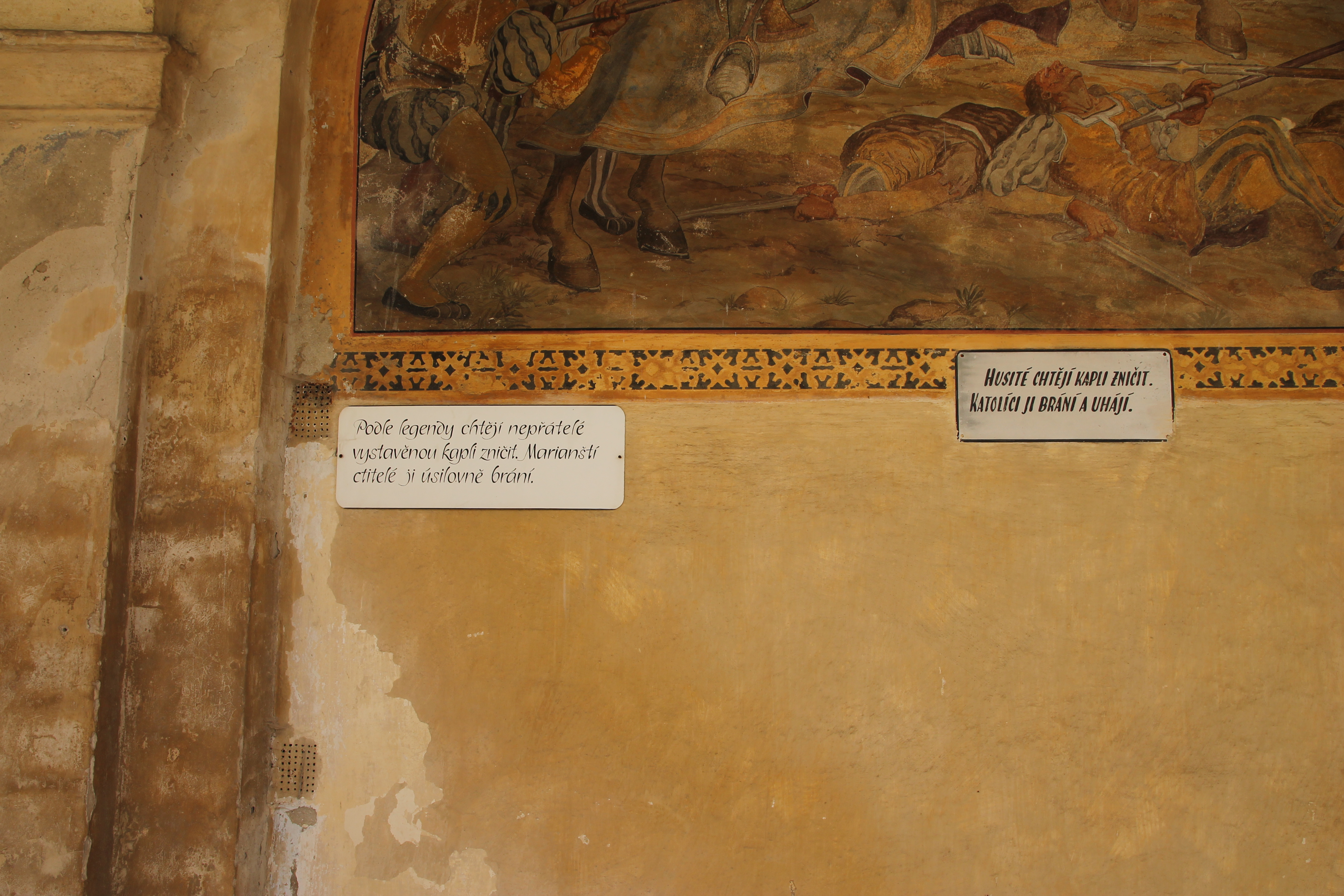
Příklad eufemismu (ambity baziliky v Bohosudově):
Původní popis: Husité chtějí kapli zničit. Katolíci ji brání a uhájí.
Neutrálnější popis: Podle legendy chtějí nepřátelé vystavěnou kapli zničit. Marianští ctitelé ji úsilovně brání.

- klasifikovaný úvěr – nedobytný úvěr
- má těžkou hlavu, podíval se sklenici na dno – je opilý
- musel ustoupit – byl odstraněn, zničen
- nevidomý – slepec
- odešel navždy, odešel na věčnost, vydechl naposled, rozloučil se životem – zemřel
- postižený – mrzák
- sociální zařízení – záchod (což je rovněž eufemismus)
- ústav nápravné výchovy – věznice
- uvádění v omyl – lhaní
- velkoryse tvarovaná postava, prostorově výraznější postava – obézní či neforemná postava
- zralá dáma – starší žena

## Společenská praxe
Ve společenském styku a všednodenní praxi se eufemismy vyskytují často.[zdroj?] Užívají je mj. politici a jiné veřejně činné osoby.

## Politické eufemismy
Eufemismy užívají politici ve všech dobách i společenských režimech. Například hitlerovské Německo ústy svých nacistických mluvčích a propagandistů zakrývalo porážky v roce 1944 a 1945 (zejména na východní frontě) lživými eufemismy taktický ústup, zkracování fronty apod. V tomto kontextu je eufemismus prostředkem politické manipulace. Takové eufemismy se vyskytují i v současných médiích, např. v tiskových prohlášeních.

## Totalitní jazyk
Toho, že se totalitní společnost neobejde bez specifických složek slovní zásoby, si povšiml německý filolog Victor Klemperer a od počátku vlády nacismu v Německu zaznamenával jazykové jevy, které se mu zdály specificky nové. V roce 1946 mohl svou práci uzavřít koncipováním a posléze knižním vydáním souhrnu, který nazval LTI, tj. Lingua Tertii Imperii (Jazyk Třetí říše), viz Klemperer 1947 a Klemperer 2003. Za nejnebezpečnější ze specifických jevů epochy považoval skutečnost, že publicistika závazně využívala úředně stanovených klišé, která bylo možno jen mírně obměňovat. Východiskem k ní byly Hitlerovy a Goebbelsovy formulace. Jejich účelem byla povinná manifestace názorové solidarity s vládnoucí mocí. Lživé eufemismy, mezi nimiž byl nejproslulejší obrat „Endlösung der jüdischen Frage“ jako oficiální pojmenování pro vyhlazení židů, byl prototyp nejnebezpečnějšího jevu LTI, tj. používání obecných hyperonym na místě pojmenování specifických, dále užívání militárních metafor („Schlacht ums Korn“) a řada dalších typů.